# なんでもジョッキー
なんでもジョッキーは、1975年3月31日から2003年3月27日まで中国放送（RCC）で放送されていたラジオ番組。

## 概要
1975年から2003年まで28年間、RCCラジオ平日昼の顔となって放送されていた番組。主に主婦や自営業者を対象リスナーとし、暮らしに関する話題やリスナーからの「お便り読みっぱなしコーナー」や歌のゲストコーナーなど生活に密着した情報を提供し、バラエティに富んだ構成で送った。1994年にNTTクレド基町ビルが完成すると、ガラス張りのスタジオから放送を行い、オンエアの様子を直接見ることができた（このスタジオは2004年8月閉鎖）。また、「なんジョ酒」など番組タイトルを冠した商品も企画・登場した。社外からフリーのパーソナリティーとして起用され、開始以来25年務めたレポーターの山手一義のコーナー（「一義のちょっと失礼」「一義のとび込みインタビュー」）は、生放送で打ち合わせ無しのアポなし=突然マイクを向けるというぶっつけ本番のコーナーで、中継に行った先々で歓迎されたという。
上野隆紘と世良洋子の木・金曜コンビ（1987年4月～1994年3月）は後に「平成ラヂオバラエティごぜん様さま」で復活している。

## 放送時間
長い放送期間の中で放送時間は幾度と無く移動している。元々は月曜日から金曜日までのベルト番組だった。また、時期により12時スタートの時や13時半スタート、16時終了や16時半終了の時期もあった。
金曜日に「ラジきんぎょ」の放送が開始された事で、毎週月曜日から木曜日の放送になり、最終的な放送時間は、毎週月曜日から木曜日の13:00～15:40までになり、「本名正憲のきょうもゴゴイチ」に移行する事になる。
- 月曜 - 金曜　14:00 - 15:30 （1975年3月31日〜1976年9月）
- 月曜 - 金曜　14:00 - 15:55 （1976年10月〜）
- 月曜 - 金曜　14:00 - 15:45 （1980年〜1982年当時）
- 月曜 - 金曜　13:30 - 15:30 （〜1988年3月）
- 月曜 - 金曜　13:30 - 16:30 （1988年4月〜1989年9月）
- 月曜 - 金曜　13:30 - 16:00 （1988年10月〜1997年3月）
- 月曜 - 金曜　12:00 - 15:50 （1997年4月〜）
- 月曜 - 金曜　13:00 - 15:40 （〜2000年3月）
- 月曜 - 木曜　13:00 - 15:40 （2000年4月〜2003年3月）

（出典：）

## 歴代パーソナリティ
- 池田秀昭
- 上野隆紘
- 煙石博
- 木下和恵
- 桑原麻美
- 桑原しおり
- 小西啓介
- 末安彩衣子
- 世良洋子
- 田中俊雄
- 橋本裕之
- 藤本修子
- 向井有佳
- 吉田幸
- 吉田千尋
- etc

### パーソナリティの変遷
（）
- 月・火・水：世良洋子 （1975年4月〜1976年6月）※初代パーソナリティ
- 木・金：山原玲子 （1975年4月〜1976年6月）※初代パーソナリティ
- 月・火：上野隆紘、門屋淑子 （1976年7月〜）
- 水・木・金：小沢康甫、一松真佐子 （1976年7月〜）
- 月〜金：深山計、藤尾めぐみ （〜1980年9月）
- 月・火・水
  - 深山計、藤尾めぐみ （1980年10月〜1982年3月）
  - 橋本裕之、藤尾めぐみ （1982年4月〜）
  - 煙石博、近藤良恵 （〜1988年3月）
  - 煙石博、向井有佳 （1988年4月〜1989年3月）
  - 煙石博、木下和恵 （1989年4月〜1993年9月）
  - 煙石博、北村武子 （1993年10月〜1995年3月）
  - 煙石博、桑原しおり （1995年4月〜1997年3月）
  - 煙石博、黒川のぞみ （1997年4月〜）
- 木・金
  - 上野隆紘、一松真佐子 （1980年10月〜）
  - 上野隆紘、藤本修子 （〜1987年3月）
  - 上野隆紘、世良洋子 （1987年4月〜1994年3月）
  - 世良洋子、小西啓介 （1994年4月〜1995年3月）
  - 小西啓介、北村武子 （1995年4月〜1996年3月）
  - 田中俊雄、北村武子 （1996年4月〜1997年3月）
  - 池田秀昭、末安彩衣子 （1997年4月〜）
- 月〜木：煙石博、桑原麻美 （2000年4月〜）

## レポーター
- 山手一義

## コーナー・タイムテーブル
（）

### 1975年4月 - 1980年
- 東芝ホットヒットコーナー
- ビクターミュージック・イン
- 広島50年
- ハッピータイム （1975年10月〜）
- あなたの町から （1976年4月〜）
- がんす横町 （1976年4月〜）
- 一義のちょっと失礼 （1976年10月〜）
- なんでもコール （1976年10月〜）
- ミュージックライブラリー （1976年10月〜）

### 1980年 - 1982年当時
- なんでもリクエスト
- なんでもコール
- 本通りアワー
- お便り読みっぱなしコーナー
- 中古車情報
- ゲストタイム
- あの街・あの人・あの話題
- ゴルフ場だより
- 気軽なパートナーやあ!お元気ですか

### 1988年3月まで
- ナウナウ歌謡曲 （〜1987年3月）
- 地球は今…
- なんでもリクエスト 気軽なパートナー
- なんでもトピックス
- お便り読みっぱなしコーナー
- 昼下りの電話帳 （〜1987年3月）
- 本通りアワー
- なんでもコール
- ゲストタイム
- タウンページで広がる新しいおつきあい
- ひがのぼるの健康のちえ ウソ・ホント （1987年10月〜）
- ひろしま県ラジオマップ
- 一義のとび込みインタビュー
- 中古車情報 （金曜）

### 1988年4月 - 1991年3月
- RCC情報ステーション
- なんでもリクエスト 気軽なパートナー
- なんでもトピックス
- お便り読みっぱなしコーナー
- 本通りアワー
- なんでもコール
- ゲストタイム ／ ティータイムミュージック
- なんでもテレフォン・ダイヤル・イン 〜タウンページで広がる新しいおつきあい
- ひがのぼるの健康のちえ ウソ・ホント （〜1988年9月）
- 一義のとび込みインタビュー
- ほっと一息裕子です （1989年10月以降は単独番組）
- 日産タケローのハートフルにっぽん （1989年1月〜、1989年10月以降は単独番組）
- 言葉のおもしろ事典 （1988年4月〜1989年3月）
- とびっきりアサヒの生なまラジオ （1988年4月〜1988年9月）
- UDトラッカー情報 → あの街・この道 （日産ディーゼル提供枠、1989年10月以降は単独番組）
- カープホットライン （金曜、1989年10月〜）

### 1991年4月 - 1997年3月
- 街角ステーション “それゆけなんジョそとまわり”
- 日替わりコーナーす
  - 煙石宗匠の57ゴロリン （月）
  - 町先生の言葉ウォッチング （火、1991年〜1992年）
  - よがんす放送局 （火、1992年〜）
  - 井戸端法律会議 （水、1991年〜1992年）
  - 人生あまからモンモン （水→火、1992年〜）
  - 世相こう談 （火、1992年〜1994年9月）
  - 消費者Q&A （水、1994年10月〜）
  - なんJ予備校・木曜学園 （木）
  - 桃色吐息・おのろけ吐息 （金）
- お便り読みっぱなしコーナー
- 本通りアワー
- ひろしま県ラジオマップ （1992年）
- なんでもコール
- RCC情報ステーション
- ゲストタイム ／ ティータイムミュージック
- やじうまン!! インタビュー （1991年4月〜1992年3月）
- Oh! my Bingo! （金曜、1993年10月〜）
- ハラハラ・ドキドキ・ファイブミニッツ （木曜、1994年4月〜1994年9月、大塚製薬提供）
- さわやかタイム （月、1994年10月〜1995年3月）
- グルメ探検隊 （木、1995年4月〜）
- なんでもテレフォン・ダイヤル・イン 〜タウンページで広がる新しいおつきあい
- おめでとう赤ちゃん （1994年4月〜）
- カープホットライン （木・金）

### 1997年10月当時
- 12:30
  - テレマート ラジオショッピング （木曜）
  - ぐるっと中海4市物語 （金曜）
- 12:50 - 多湖輝のラジオ頭の体操
- 12:55 - ニュース
- 13:00 - ミュージック・ハイウェイ
- 13:15 - あんたが大将
- 13:30 - なんジョメールのフレンドリー横丁
- 13:45 - 街角ステーション “◯◯が聴くちまたのうわさ”
- 13:55 - 天気予報・交通情報・ニュース
- 14:01 - 日替わりコーナー
  - 煙石宗匠の57ゴロリン （月）
  - 人生あまからモンモン （火）
  - 消費者Q&A （水）
  - おもしろ自然講座 （木）
  - マジョルカ武田のギター漫談 （金）
- 14:15 - 本通りアワー （月・火・水）
- 14:22 - なんジョメールのフレンドリー横丁
- 14:30 - ジャパネットたかたラジオショッピング
- 14:40 - ゲストタイム＆ティータイムサロン
- 14:50 - 天気予報・ニュース
- 15:01 - 日替わりコーナー
  - おしゃれの知恵袋 （火）
  - WHAT A BEAUTIFUL 健康一番！ （水）
  - ぐるぐるドライブ （金）
- 15:15 - コーセー ハートフルタイム （木）
- 15:20 - なんジョメールのフレンドリー横丁
- 15:30 - ネスカフェゴールドブレンド おみせでダバダ
- 15:43 - 交通情報

### 2000年 - 2001年当時
- 13:25 - キユーピー 青春プレイバック （月・水・木）
- 13:30 - なんジョメールのフレンドリー横丁
- 13:35 - 街角ステーション 走れラジオカー 広島ハッピータウン
- 13:48 - 交通情報・天気予報
- 13:55 - ニュース
- 14:00 - 日替わりコーナー
  - 57ゴロリン （月）
  - クイズとんちんかん （火）
  - くらしのQ&A （水）
  - あー人生に縁あり （木）
- 14:15 - 本通りアワー （火・木）
- 14:20 - ジャパネットたかたラジオショッピング
- 14:30 - 今日のおめでとう ／ ゲストコーナー
- 14:46 - 天気予報
- 14:49 - エネルギアでんき予報
- 14:51 - 交通情報・ニュース
- 15:01 - 日替わりコーナー
  - 今夜のおかず 明日の弁当 （月）
  - WHAT A BEAUTIFUL 健康一番！ （火）
  - おしゃれの知恵袋 （水）
  - おもしろ自然講座 （木）
- 15:10 - 血圧調査隊 街角チェック （木）
- 15:20 - テレマート ラジオショッピング
- 15:25 - 交通情報
- 15:30 - なんジョメールのフレンドリー横丁